# Kolozsvári Grandpierre Miklós
Kolozsvári Grandpierre Miklós (Budapest, 1950. július 18. –) képzőművész, grafikus, szobrász, festő.

## Életútja

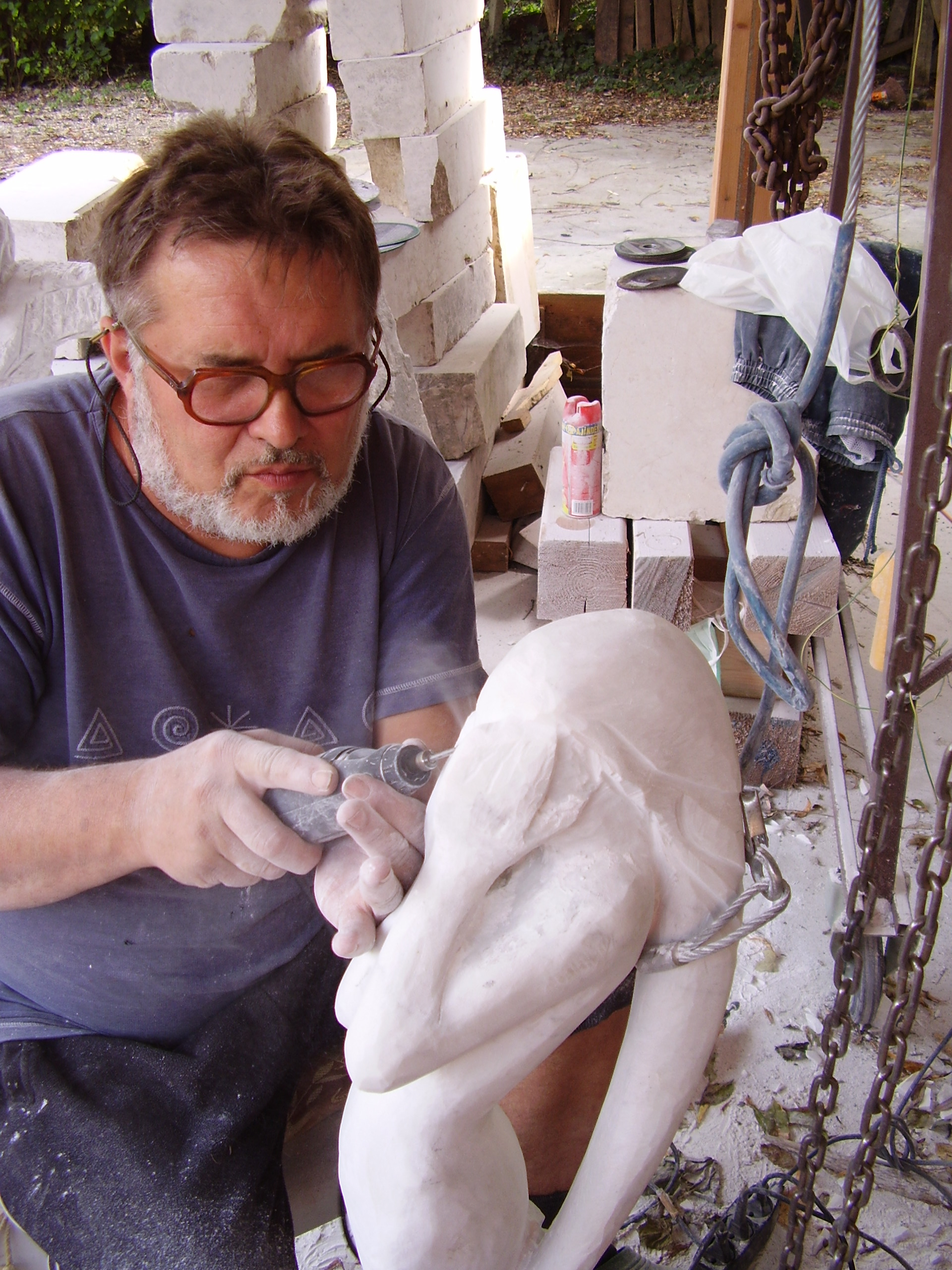
Kolozsvári Grandpierre Miklós honti műhelyében alkotás közben

1964-68 között a Madách Gimnáziumban tanult, ezzel párhuzamosan pedig 1964-től Szász Endre tanítványa. 1970-ig anatómiát és grafikai-festészeti technikákat sajátított el autodidakta módon. 1974-ben felvették a Rézkarcoló Művészek Alkotóközösségébe ahol több neves művész (Hincz Gyula, Barcsay Jenő, Kass János, Würtz Ádám) is támogatta.) és amely később Koller Galéria néven lett ismert. 160 szépművészeti könyvet illusztrált, ami mellett kiteljesedett festészete és szobrászművészete is. Művészeti anatómiát adott elő Meiderich-ben valamint rendszeresen tanított az ausztriai Neumark alkotótelepen.
Külföldön 1980 óta állít ki, első külföldi kiállítása Stockholmban volt. Európa után a tengerentúli közönséggel ismertette meg klasszikus képzőművészetből, a reneszánsz szépségéből táplálkozó szürrealista álmok felé hajló művészetét.

### Egyéni kiállításai[4]
- 1974: Szeged – Fiatal Művészek Klubja, Budapest – Műegyetem E Galéria
- 1979: Budapest – Fiatal Művészek Klubja
- 1980: Stockholm – Skriptor Horna, Frankfurt – Kunstauktionhaus Zandberg
- 1981: Budapest – Rátkai Márton Művészklub, Frankfurt[5]
- 1982: Sønderborg - Galéria, Budapest – Ferencvárosi Művelődési Központ, Koblenz[5]
- 1983: Kaiserslautern[5]
- 1984: Brüsszel – Chateau Sainte-Anne
- 1985: Bécs – Galerie Vincent, Brüsszel – L’ Estampille, Duisburg[5]
- 1986: Budapest – Jókai Klub, Meidrich[5]
- 1987: Pécs – POTE  és Pécsi Grafikai Műhely, Meiderich – Kulturwerkstatt, Hinterbrühl[5]
- 1988: Oberhauser[5]
- 1989: Bécs[5]
- 1990: Hinterbrühl – Höldrichs Mühle
- 1991: Freudenstadt – Bilder Lang
- 1992: Bécs – Goldenes Kreuz és Moulin Rouge, Feldbach – Süd-Ost Journal, Neumark[5]
- 1993: Klosterneuburg – Otto Riedel Galerie, Bécs[5]
- 1996: Stockholm – City Art Gallery
- 1997: Budapest – Ericcson Galéria
- 2000: Rétság – TDK
- 2004: Budapest – Uránia Nemzeti Filmszínház, Budapest – Volksbank
- 2005: Szerencs – Rákóczi vár
- 2007: Budapest – Euroklub, Idar-Oberstein – Heimat Muzeum

Továbbá Barcelonában, Düsseldorfban, Washingtonban, New Yorkban és Baltimore-ban is voltak kiállításai.

### Csoportos kiállítások[4]
- 1974: Nyíregyháza
- 1975: Sárospatak – Rákóczi vár, Budapest – Toldi Stúdió Mozi
- 1979: Harkány – Bolgár Múzeum, Siklós – Vár Lovagterem
- 1983: Hódmezővásárhely – Tornyai János Múzeum
- 1991: Neumark – Dorfgalerie
- 2007: Budapest – Ericcson Galéria
- 2008: Budapest – KOGART

### Munkái

#### Festményei

Zöldfülű

- CSAKISARRA![6]
- Karneváli csavargók[7]
- Komédiások[8]
- Szerenád az Élet tengerén[9]
- Trambulinnál[10]
- Mandolin[11]
- Dadus[12]
- Fiatalság-bolondság[13]
- Boldogság kék madara[14]
- Pippentés[15]
- Piszkoskezű juhászok[16]
- Kislány tolldísszel[17]
- Gyöngyös (2009[4])
- A bölcs[18]
- Az udvarlás különös módja[19]
- A magabiztos[20]
- A pár[21]
- Állatbarát Alíz[22]
- Etetés[23]
- Európa elrablása[24]
- Farsang[25]
- Huncut nagynéni[26]
- Kedvencek vására[27]
- Kiskirály[28]
- Kiszakítás[29]
- Ködevő[30]
- Madárbogár[31]
- Mókusos[32]
- Strandon[33]
- Terepasztal[34]

#### Szobrai

Boreas (vörösmárvány)

- Tavasz (iráni márvány, 106 cm)[35]
- Torzó (sziléziai márvány, 66 cm)[36]
- Óvó kéz (vörös márvány 40 cm)[37]
- Barbizoni fej (sziléziai márvány, 40 cm)[38]
- Alkalmatlan pillanat (carrarai márvány, 70 cm)[39]
- Gorgo (sziléziai márvány, 35 cm)[40]
- A hölgy kissé bogaras (iráni márvány, 60 cm)[41]
- Bibi (sziléziai márvány, 57 cm)[42]
- Csábítás (carrarai márvány, 85 cm)[43]
- Csillagnéző (carrarai márvány, 56 cm)[44]
- Vízbenálló (carrarai márvány, 50 cm)[45]
- Léda ébredése a keselyűvel (vörös márvány, 45 cm)[46]
- Európa 2004[47]

#### Ékkőfaragások

Schweitzer (hegyikristály)

- Barbara (hegyikristály, 57/28 mm) (2006[4])[48]
- A bíró (hegyikristály, 30x28 mm)[49]
- A pár (hegyikristály, 73/26 mm)[50]
- Einstein (hegyikristály, 45/23 mm)[51]

#### Rézmetszetek
- A bölcs (22x13 cm)[52]
- A mester (15x10 cm)[53]
- Barbara álma (40x30 cm)[54]
- Család (40x30 cm)[55]
- Dalra-magra várva (30x20 cm)[56]
- Emlékkép (21x12 cm)[57]
- Gorgo (25x25 cm)[58]
- Gyerekkori félreértések (15x10 cm)[59]
- Hazafelé (40x30 cm)[60]
- Hölgy a múltjával (40x30 cm) (2000[4])[61]
- Illat (15x10 cm)[62]
- Odavan a fele királyság (30x20 cm)[63]
- Old cobold (21x12 cm)[64]
- Örök gyerek (40x30 cm)[65]
- Sziszegések (35x30 cm)[66]

### Elismerései
- Washington – Georgetown Gallery University Grand Prize díj (1992)[1][3]
- New York – Madison Prize Díj (1993)[1][3]
- Baltimore – Surrealism in Europe Golden Prize  (1995)[1][3]